# سوزان دیوانه سرکش
سوزان دیوانهٔ سرکش (انگلیسی: Wild, Wild Susan) یک فیلم صامت کمدی به کارگردانی ای ادوارد سادرلند است که در سال ۱۹۲۵ منتشر شد.

## بازیگران
- ببه دنیلز
- رود لا رک
- هنری استیونسون
- آزگود پرکینز
- ایوان سیمپسون